# Komarno-Kolonia
Komarno-Kolonia – wieś w Polsce położona w województwie lubelskim, w powiecie bialskim, w gminie Konstantynów.
W latach 1975–1998 miejscowość administracyjnie należała do województwa bialskopodlaskiego.
Wieś jest sołectwem w gminie Konstantynów. Według Narodowego Spisu Powszechnego z roku 2011 wieś liczyła 316 mieszkańców.
| SIMC    | Nazwa            | Rodzaj    |
| ------- | ---------------- | --------- |
| 1021820 | Gajki            | część wsi |
| 1021843 | Kolonia Druga    | część wsi |
| 1021866 | Kolonia Pierwsza | część wsi |
| 1021949 | Niedźwiedź       | część wsi |

W Komarnie Kolonii znajduje się Dom Dziecka.
Wierni Kościoła rzymskokatolickiego należą do parafii św. Stanisława w Komarnie.